# Giuseppe Covre
Giuseppe Covre (Fontanelle, 3 aprile 1950 – Oderzo, 24 marzo 2020) è stato un politico italiano.

## Biografia
Nato a Santa Maria del Palù, borgata di campagna alle porte di Oderzo, in una tipica famiglia patriarcale veneta, studiò a Oderzo e poi a Conegliano diplomandosi ragioniere, quindi frequentò per un breve periodo l'Università di Padova. In seguito intraprese prima la professione di agente di commercio (dal 1975 al 1986), e poi quella di imprenditore (possedeva un'azienda a Gorgo al Monticano) e si trasferì a Mansuè, dove trascorse il resto della sua vita.
Nel 1978 convolò a nozze ed ebbe tre figli.

## Carriera politica
Entra in politica sul finire degli anni ottanta tra le file della Liga Veneta-Lega Nord. Sin dall'inizio mostra una personalità forte e indipendente, autodefinendosi un "leghista eretico" per non aver mai sposato le idee secessioniste del partito.
Ricopre i primi incarichi nell'amministrazione locale: il 6 maggio 1990 è eletto consigliere comunale a Motta di Livenza. Il 29 luglio 1993 rassegna le dimissioni in quanto, il 6 giugno precedente, era stato eletto a larga maggioranza sindaco di Oderzo, il primo non democristiano dal secondo dopoguerra.
Il 27 aprile 1997 è rieletto sindaco, ottenendo il 50,04% dei consensi, ovvero quattro voti più del quorum necessario per evitare il turno di ballottaggio.
Più volte durante questi anni Covre sale alla ribalta delle cronache nazionali.
Il 13 maggio 2001, non potendosi ricandidare per la terza volta consecutiva, viene eletto consigliere comunale (è il candidato più votato); il suo partito esce comunque vincitore con Elio Pujatti primo cittadino. Dalle elezioni del 26 maggio 2002 ricopre anche la carica di consigliere provinciale a Treviso.
Si presenta come candidato in quota Lega nel 2006 e viene sonoramente sconfitto al ballottaggio da Pietro Dalla Libera.
Terminati entrambi i mandati, il 7 giugno 2009 è nuovamente rieletto consigliere comunale, questa volta a Mansuè.

## L'attività da parlamentare
Al 29 aprile 1996 risale la sua nomina a deputato della Repubblica per la Lega Nord. Entrerà in seguito nella Commissione parlamentare per le questioni regionali (dal 17 ottobre 1996) e quindi anche nella undicesima commissione permanente Lavoro (dal 27 novembre 1999).
Da parlamentare presenterà tre proposte di legge: la 4076 (Disciplina della sponsorizzazione universitaria), la 4791 (Incentivi fiscali per favorire l'occupazione di soggetti disadattati) e la 6869 (Disposizioni per l'attribuzione di funzioni di protezione civile al Corpo degli Alpini).
Nel 2001 decide di non ricandidarsi pur avendo, a detta di molti, ottime possibilità di essere confermato in Parlamento.

## L'attività in consiglio provinciale
Nel 2001 entra nel consiglio della Provincia di Treviso, diventando componente della Commissione Lavori Pubblici, Beni ambientali, Urbanistica, Patrimonio.
Qualche anno dopo entra nel totonomine per la carica di presidente della Regione Veneto.
Nel 2006, in occasione delle elezioni provinciali viene inserito, a suo dire controvoglia, nella rosa dei papabili per la carica di Presidente della Provincia, ma i vertici della Casa delle Libertà gli preferiscono Leonardo Muraro, che a maggio dello stesso anno otterrà una netta vittoria.

## La terza candidatura a sindaco di Oderzo
Subito dopo la mancata scelta a candidato del Carroccio per le elezioni provinciali, si ributta nella politica locale, candidandosi per la terza volta a sindaco di Oderzo come i suoi detrattori avevano già previsto nel 2001, quando il nuovo candidato Pujatti era stato visto come una sorta di traghettatore, in maniera simile a quanto verrà insinuato qualche anno dopo a Treviso riguardo alla coppia Giancarlo Gentilini-Giampaolo Gobbo.
Covre si presenta da favorito alla vigilia, e infatti al primo turno (28-29 giugno) raccoglie il 33,5% delle preferenze e va al ballottaggio non contro il candidato del centrosinistra come nelle due precedenti occasioni, ma contro Pietro Dalla Libera, candidato di una lista civica, che raccoglie il 10% in meno dei voti.
Covre solo qualche giorno prima del ballottaggio riceve l'appoggio informale dei vertici regionali di Forza Italia e della sezione locale di Alleanza Nazionale. Dalla Libera, al ballottaggio, presenta la sua lista senza alleanze formali e, clamorosamente, il 12 giugno, viene eletto sindaco raccogliendo il 55,7% dei voti. Covre diventa quindi consigliere di opposizione.
Numerose sono le cause della clamorosa sconfitta della compagine leghista: calo di consensi del partito a tutti i livelli, divisioni all'interno del centrodestra, desiderio dei cittadini di cambiare dopo 13 anni di ininterrotto governo del Carroccio. L'amministrazione leghista paga soprattutto le accuse di clientelismo, di speculazione edilizia, di scarsa attenzione all'assetto idrogeologico della città. La sconfitta opitergina avrà immediate ripercussioni all'interno del partito fino ai piani alti.
Nel luglio 2008 dà le dimissioni uscendo dal consiglio comunale opitergino dopo quindici anni ininterrotti di permanenza: una mossa che, a detta sia della maggioranza che dell'opposizione in Comune, ha rappresentato "la fine di un ciclo".
Verrà espulso dalla Lega Nord

## Alcuni aspetti della sua amministrazione
Per quanto riguarda gli aspetti positivi dell'amministrazione leghista della città, durante la stessa Oderzo è diventata la seconda città della provincia, dopo il capoluogo, come numero di turisti; tra le varie cose ha ospitato in piazza nel 1997 la prima puntata del Maurizio Costanzo Show registrata all'esterno del Teatro Parioli; ha infine costantemente aumentato la propria popolazione, arrivando nel 2005 a 19 000 abitanti, aspetto, questo, spesso oggetto di critiche per la cementificazione selvaggia cui è stata sottoposta, secondo i detrattori, Oderzo, a scapito dell'assetto idrogeologico.
Anche grazie a Covre infine la cittadina ha un'importanza politica maggiore di quella che potrebbe sembrare dal numero tutto sommato ridotto dei suoi abitanti.
Nel finire degli anni '90 fu molto conflittuale con l'allora Segretario politico della circoscrizione Opitergino-mottense in merito alla sua posizione di eretico leghista.

## La sua attività in Solidarietà Veneto Fondo Pensione
Nell'aprile 2008 viene nominato Presidente del Consiglio di Amministrazione di Solidarietà Veneto, fondo pensione regionale riservato a tutti i lavoratori del Veneto.
Alla celebrazione dei vent'anni di attività di Solidarietà Veneto, l'imprenditore trevigiano ha ripercorso il momento della sua elezione: «Voglio ringraziare l'amico presidente Andrea Tomat, che una sera della primavera 2008 mi ha telefonato per chiedermi disponibilità a presiedere il Fondo Solidarietà Veneto. E ringrazio i rappresentanti delle parti istitutive che mi hanno eletto. In quest'anno e mezzo ho reincontrato un mondo che avevo frequentato in gioventù (le ACLI). Un mondo di persone entusiaste e concrete, gente che crede e fa, fa e crede. Una via di mezzo tra il volontariato e il lavoro inteso come missione da compiere a beneficio della gente. Qui ho trovato gente per bene, preparata ma anche alla mano: veneti autentici come piace a me.»
Sulla nascita di Solidarietà Veneto e sull'entrata tra le Parti Istitutive del Fondo Pensione Covre ha inoltre dichiarato: «Ritengo che questo accordo tra un Sindacato e Confindustria sia una pietra miliare importante, un punto a favore di questo territorio e di queste forze sociali. Non poteva che nascere qui, in Veneto, in quel preciso momento storico, sotto la spinta di uno sviluppo economico poderoso e autoctono (miracolo Nord-Est); sviluppo socio-economico che il mondo ammirava e invidiava (Bill Clinton). Qui in Veneto dove, in passato e per lunghi decenni, miseria, sottosviluppo, emigrazione, distruzioni belliche (prima guerra mondiale) avevano segnato intere generazioni. Qui in Veneto, dove la solidarietà, la concretezza operativa, la capacità di dialogo e mediazione, piuttosto che il conflitto e la lotta di classe, sono stati elementi costitutivi e significativi della nostra storia.»
Durante la sua presidenza, Covre ha messo in campo tutta l'esperienza, il pragmatismo e la concretezza tipici degli imprenditori veneti. «Da sempre, i lavoratori nostri associati - sostiene "Bepi" Covre - ci vincolano ad un imperativo inderogabile: “avete la nostra FIDUCIA. Gestite i nostri risparmi, frutto del nostro lavoro, come un Padre di famiglia. Non ci interessano gli investimenti spinti, speculativi: meglio un punto in meno ma sicuro. Sulla pensione non si scherza.”»
Recentemente, sotto la sua presidenza, il Consiglio di Amministrazione prima e l'Assemblea dei delegati poi hanno deliberato importantissime modifiche allo Statuto del Fondo.
Modifiche approvate dalla Covip che introducono: la possibilità di iscrizione al fondo pensione dei soggetti fiscalmente a carico e la possibilità di investire direttamente da parte del Fondo Pensione una parte del patrimonio.
L'obiettivo dell'investimento diretto è unico e chiaro: il territorio. Sul tema, a lui molto caro, Covre ha dichiarato: «Con questa importante possibilità fra qualche anno il Fondo sarà in grado di far ritornare nel Veneto importanti risorse economiche sotto forma di investimenti sia pubblici che privati. Ritornare all'economia veneta quelle risorse che dalla stessa arrivano al Fondo sotto forma di contributi previdenziali. Probabilmente, saremo i primi a farlo in Italia. Chiediamo agli Enti pubblici regionali ma anche alla Federazione Veneta delle Banche del Credito Cooperativo di cogliere questa opportunità e prepararsi in tempo con strumenti finanziari adeguati alla nostra portata. Siamo disponibili a parlarne da subito.»

## Altri impegni
A metà degli anni novanta Covre è stato il fondatore del Movimento dei Sindaci del Nordest insieme all'allora sindaco di Treviso Giancarlo Gentilini, al sindaco di Pordenone Alfredo Pasini e al noto giornalista Giorgio Lago. La sua idea di mettere al primo posto il Veneto e di non pensare alla Padania ha fatto aumentare la sua popolarità in regione e nei palazzi romani, ma anche le critiche dai vertici del partito, Bossi compreso.
In seguito è entrato nel consiglio di amministrazione dell'Inail.
Nel 2004 ha pubblicato la sua biografia, Sono un veneto. Storia di un leghista eretico, per la casa editrice trevigiana Santi Quaranta.
Era opinionista dei quotidiani Il Mattino di Padova, La Tribuna di Treviso, La Nuova Venezia e il Corriere del Veneto.

## Opere
- Sono un veneto. Storia di un leghista eretico, Santi Quaranta, Treviso, 2004.